# Martyrs de Sigum
Les Martyrs de Sigum sont un groupe chrétiens originaires de Nicomédie qui furent arrêtés et condamnés aux travaux forcés jusqu’à la mort dans les carrières de marbre de Sigum, en Numidie, vers l’an 257, lors des persécutions des chrétiens menées par l’empereur romain Valérien (règne : 253–260).
Ils sont reconnus comme saints par l'église, et leur mémoire est célébrée le 10 septembre.

## Contexte historique
Au IIIe siècle, l’Empire romain connaît une série de persécutions contre les chrétiens. L'empereur Valérien promulgue des édits qui visent à éradiquer le christianisme parmi les élites. Plusieurs évêques africains sont alors arrêtés, torturés et déportés pour être réduits à la servitude dans les mines.

## Récit des moines de Ramsgate
En 1921, les moines de l’abbaye Saint-Augustin de Ramsgate écrivent :

« Nemesianus, Félix, un autre Félix, Lucius, Litteus, Polyanus, Victor, Jader, Dativus et d’autres (SS.) (10 septembre)
(IIIe siècle) Évêques africains, arrêtés lors de la persécution sous Valérien, flagellés et soumis à d’autres tortures, puis finalement condamnés à la servitude dans les mines (vers l’an 260). Dans les œuvres de saint Cyprien, on trouve une magnifique et consolante épître adressée par ce saint évêque et martyr à ses frères souffrants. »

Les moines font référence à la lettre de saint Cyprien de Carthage, évêque et martyr, témoigne de son soutien à ces confesseurs de la foi. Dans cette épître, il les encourage à la persévérance malgré les souffrances endurées dans les mines.

## Récit de Butler dans sa Vie des Saints
L’hagiographe Alban Butler cite les martyrs comme étant Nemesianus, Félix, Lucius, un autre Félix, Litteus, Polianus, Victor, Jader, Dativus, et d’autres. Il écrit :

« Lors de la première année de la huitième persécution générale, déclenchée par Valérien, saint Cyprien fut banni par le proconsul de Carthage à Curubis. Au même moment, le président de la Numidie agit avec encore plus de sévérité contre les chrétiens : il en tortura plusieurs, en fit mourir un grand nombre dans des conditions barbares, et en envoya d’autres travailler dans les mines — ou plutôt dans les carrières de marbre ; car, comme le rapporte Pline, il n’y en avait pas d’autres en Numidie. Parmi cette sainte assemblée, certains étaient régulièrement rappelés pour être de nouveau torturés, voire mis à mort avec cruauté, tandis que d'autres poursuivaient leur long martyre dans la faim, la nudité et la saleté, épuisés par le travail harassant, battus quotidiennement, accablés d’humiliations et d’insultes constantes. Saint Cyprien écrivit depuis son lieu d’exil pour consoler et encourager ces vaillants témoins de la foi. »

Butler cite ensuite longuement la lettre de saint Cyprien, dans laquelle l’évêque loue leur courage et les exhorte à attendre avec espérance leur récompense dans le ciel.

## Culte
Les martyrs de Sigum sont honorés comme saints, et leur fête liturgique est fixée au 10 septembre. Ils figurent dans plusieurs martyrologes anciens, dont le Martyrologe romain.

### Sources
- (en) Alban Butler, The Lives of the Fathers, Martyrs, and Other Principal Saints, James Duffy, 1866 (lire en ligne)
- (en) Martyrs of Sigum (lire en ligne)
- (en) St. Augustine's Abbey, Ramsgate, The Book of saints : a dictionary of servants of God canonized by the Catholic Church, London, A. & C. Black, ltd., 1921 (lire en ligne)